# Griselda Siciliani
Griselda Siciliani (ur. 2 kwietnia 1978 w Buenos Aires) – argentyńska aktorka, która stała się popularna za sprawą roli Debory Quesady w serialu Jesteś moim życiem.

## Życiorys
Zadebiutowała w teatrze. Najpopularniejsze przedstawienia, w których zagrała to: Quiero llenarme de ti i Tan modistas. Dzięki roli tancerki w Revista Nacional została zauważona przez producenta Jesteś moim życiem i dostała rolę w popularnym serialu. Debiut telewizyjny Griseldy to rola w serialu Sin código, gdzie zagrała u boku Adriána Suara i Nancy Duplaá.
Aktorka otrzymała nagrodę "Premios Clarín Espectáculos 2005" w kategorii "Odkrycie roku – rola kobieca" przyznawaną przez czytelników dziennika "Clarin". W tej samej kategorii otrzymała także statuetkę Martin Fierro.

## Filmografia
- 2005: Sin código
- 2006: Jesteś moim życiem (Sos mi vida)
- 2007: Antena (La Antena)
- 2007: Patito feo
- 2009: Tratame bien
- 2010: Para vestir santos
- 2011: Los Únicos
- 2012: El último Elvis